# Club Atlético Independiente
O Club Atlético Independiente, simplesmente conhecido como Independiente, é um clube de futebol da Argentina. Tem sede social e estádio na cidade de Avellaneda, Província de Buenos Aires. É um dos clubes com mais títulos internacionais do mundo, devido às suas sete conquistas de Copa Libertadores, além de duas conquistas da Copa Intercontinental, entre outros títulos internacionais importantes, jogando em estádio próprio para mais de 43.000 pessoas.
Conhecido como Rojo ("Vermelho"), Diablo ("Diabo"), Diablo Rojo ("Diabo Vermelho"), Orgullo Nacional ("Orgulho Nacional") ou Rey de Copas ("Rei de Copas"), o Independiente é um dos principais times de futebol do planeta. É considerado um dos cinco grandes do futebol argentino e faz com o Racing o Clássico de Avellaneda.
Muitos grandes jogadores argentinos usaram o uniforme vermelho, adotado em tributo ao Nottingham Forest FC da Inglaterra, nos primeiros anos da história do clube. Daniel Bertoni e Jorge Burruchaga tornaram-se campeões mundiais em 1978 e 1986 respectivamente com a Seleção Argentina de Futebol, mas os torcedores do Independiente lembrarão com alegria de Ricardo "el Bocha" Bochini, um jogador de meio-campo incrivelmente talentoso que jogou pelo clube do começo dos anos 70 até meados dos anos 90, Bochini teve menos sorte com a Seleção dominada na época por Diego Armando Maradona, que jogava em sua posição.

## História
Original de Monserrat, bairro histórico da cidade, foi fundado oficialmente no dia 1º de janeiro de 1905, sendo que a instituição havia sido criada no dia 4 de agosto do ano anterior. Na temporada 2013–14 a equipe disputou, pela primeira vez em sua história, a Primera B Nacional.
Abarca várias e distintas disciplinas desportivas, mas é mais conhecido por sua principal atividade, o futebol. Sua sede social data de 1936, seu atual estádio, o Libertadores de América, foi construído em 1928, e foi remodelado totalmente no ano de 2008.
O clube orgulha-se por ser o único clube de futebol do mundo a ter tido sua flâmula levada para a Lua, conforme relata documentos presentes no museu do clube, em sua sede social localizada na principal avenida de Avellaneda.
Foi por muito tempo, ao lado do Boca Juniors, a única equipe argentina que em toda a era profissional jogara na primeira divisão, até o ano de 2013, em que sofrem seu primeiro rebaixamento.
Em 1912, quando o futebol do país ainda estava na era amadora, o time de Avellaneda ascendeu à primera divisão, e lá permaneceu por mais de um século. Isto quer dizer que em 1931, no começo do profissionalismo no futebol argentino, o Independiente já jogava na divisão de elite.
Com o descenso do Club Atlético River Plate em 2011 à Primera B Nacional, os Rojos (apelido pelo qual o clube é conhecido) passaram a ser a equipe com maior quantidade de anos consecutivos na primeira divisão (contando era amadora e profissional) sem descensos, com 100 anos completos.

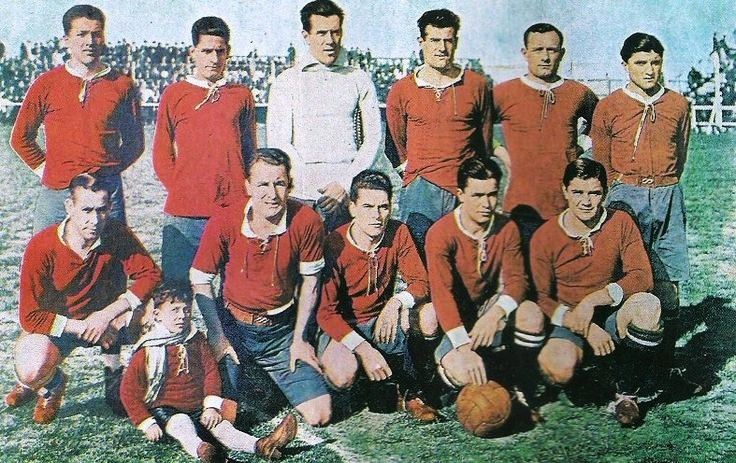
Time do Independiente em 1926

É considerado, junto a San Lorenzo de Almagro, Boca Juniors, River Plate e Racing Club de Avellaneda, um dos cinco grandes do futebol argentino, a partir do momento em que a Asociación del Fútbol Argentino (AFA) implementou o chamado  "voto proporcional" em 1937, que consistia em dar mais poder de decisão aos clubes com maior número de sócios, mais tempo em atividade, e maior quantidade de títulos.
O eterno rival da equipe é o Racing Club, que tem seu estádio a apenas algumas centenas de metros do estádio do Independiente, esses dois clubes fazem o colorido Clássico da Avellaneda, que divide a cidade em duas torcidas, sendo o segundo clássico mais importante do futebol argentino, atrás somente de Superclássico do futebol argentino. O restante dos cinco grandes também são rivais históricos do clube, e os jogos disputados entre eles são, da mesma forma, considerados como clássicos.
O “Rei de Copas” ganhou, ao todo, 14 campeonatos da primeira divisão, além de 2 campeonatos nacionais da era amadora.
Atualmente o Independiente obtém 18 títulos internacionais oficiais pela Confederação Sul-Americana de Futebol (CONMEBOL) e pela Federação Internacional de Futebol (FIFA), sendo uma das equipes mais tituladas da modalidade. Historicamente o "Rojo" sempre foi conhecido pelo apelido "Rei De Copas", sendo o clube argentino, sul-americano e mundial, com a maior quantidade de logros internacionais durante décadas, sempre famoso e respeitado ao redor de todo o globo.
O “Diablo” é o máximo vencedor da Copa Libertadores da América, o torneio de clubes mais importante do continente sul-americano, com sete conquistas, sendo também o único tetracampeão consecutivo, o único clube que disputou finais em mais de uma oportunidade (sete no total) e se sagrou vencedor em todas, o primeiro clube argentino a sagrar-se campeão e bicampeão da competição, e também o primeiro destes a conquistá-la invicto, sendo que, entre os clubes do futebol de seu país, é o terceiro com o maior número de participações, 19 ao todo. Ganhou também três Copas Interamericanas, uma Copa Suruga Bank, duas Supercopas Sul-Americanas, uma Recopa Sul-Americana, duas Copa Sul-Americana e duas Copas Intercontinentais, em 1973 e 1984.
Em contraponto às glórias já citadas, o Independiente é um dos poucos clubes do mundo que possuem mais campeonatos internacionais do que campeonatos nacionais oficiais (os dois campeonatos argentinos da era amadora não são incluídos entre os títulos oficiais). Na Argentina, os clubes em que essa peculiaridade ocorre são: Independiente, Club Estudiantes de La Plata e Club Atlético Talleres de Córdoba (este último porque, até o momento, não conseguiu ganhar nenhum troféu da primeira divisão).
Atualmente o Independiente situa-se na 27ª posição no ranking da CONMEBOL com 1894 pontos acumulados, sendo a quinta equipe argentina na classificação geral, debaixo de Vélez Sarsfield, Estudiantes, River Plate e Boca Juniors. Actualizado a 05 de dezembro de 2017 – [Ranking da CONMEBOL]
Outro fato interessante à respeito do clube, é que foi a primeira instituição desportiva a criar estabelecimentos extradesportivos, contando com um jardim de infância, uma escolinha primária, e uma escola secundária. Firmou também um convênio com a Universidade Nacional de Lomas de Zamora para realizar estudos terciários.
Em 15 de junho de 2013, o Independiente foi rebaixado para a Primera B Nacional pela primeira vez em sua história. Com péssimas campanhas nos três últimos anos que antecederam ao seu rebaixamento, o clube descendeu pelo sistema de promédios, após ser derrotado, em casa, para o San Lorenzo por 1 a 0. O até então inédito acontecimento marcou a história do clube de Avellaneda, que enfrentou muitos problemas ao tentar permanecer na elite do futebol argentino.

## Títulos
| HONRARIAS              | HONRARIAS                                                                | HONRARIAS | HONRARIAS |
| Coroas                 | Competições                                                              | Títulos   | Temporadas |
| ---------------------- | ------------------------------------------------------------------------ | --------- | --- |
|                        | Tríplice Coroa Internacional                                             | 1         | 1973 |
|                        | 04º Maior Clube da América do Sul e 12º do Mundo pelo Século XX da FIFA  | 1         | 1901 a 2000 |
|                        | 02º Maior Clube da América do Sul e 05º do Mundo pelo Século XX da IFFHS | 1         | 1901 a 2000 |
| MUNDIAIS               |                                                                          |           | |
| Troféus                | Competição                                                               | Títulos   | Temporadas |
|                        | Copa Intercontinental                                                    | 2         | 1973, 1984 |
| INTERCONTINENTAIS      |                                                                          |           | |
| Troféus                | Competição                                                               | Títulos   | Temporadas |
|                        | Copa Interamericana                                                      | 3         | 1972, 1973, 1975 |
|                        | Copa Suruga Bank                                                         | 1         | 2018 |
| CONTINENTAIS           |                                                                          |           | |
| Troféus                | Competição                                                               | Títulos   | Temporadas |
|                        | Copa Libertadores da América                                             | 7         | 1964, 1965, 1972, 1973, 1974, 1975, 1984 |
|                        | Copa Sul-Americana                                                       | 2         | 2010, 2017 |
|                        | Supercopa Libertadores                                                   | 2         | 1994, 1995 |
|                        | Recopa Sul-Americana                                                     | 1         | 1995 |
| CONTINENTAIS AFA x AUF |                                                                          |           | |
| Troféus                | Competição                                                               | Títulos   | Temporadas |
|                        | Copa Aldao                                                               | 2         | 1938, 1939 |
| NACIONAIS              |                                                                          |           | |
| Troféus                | Competição                                                               | Títulos   | Temporadas |
|                        | Campeonato Argentino                                                     | 16        | 2 (1922, 1926) Era Amadora 6 (1938, 1939, 1948, 1960, 1963, 1988-89) 4 (1967, 1971, 1977, 1978) Nacional 2 (1970, 1983) Metropolitano 1 (1994) Clausura 1 (2002) Apertura                     |
|                        | Copas Nacionais                                                          | 9         | 1 (1914) Concurso por Eliminación 1 (1917) Copa de Competencia JC 1 (1918) Copa de Honor 3 (1924,1925,1926) Copa de Competencia 2 (1938,1939) Copa Dr. Carlos Ibarguren 1 (1939) Copa Escobar |
|                        | TOTAL:                                                                   | 45        | 2 Mundiais, 4 Intercontinentais, 12 Continentais, 2 Internacionais e 25 Nacionais |

 Campeão Invicto

## Estádio

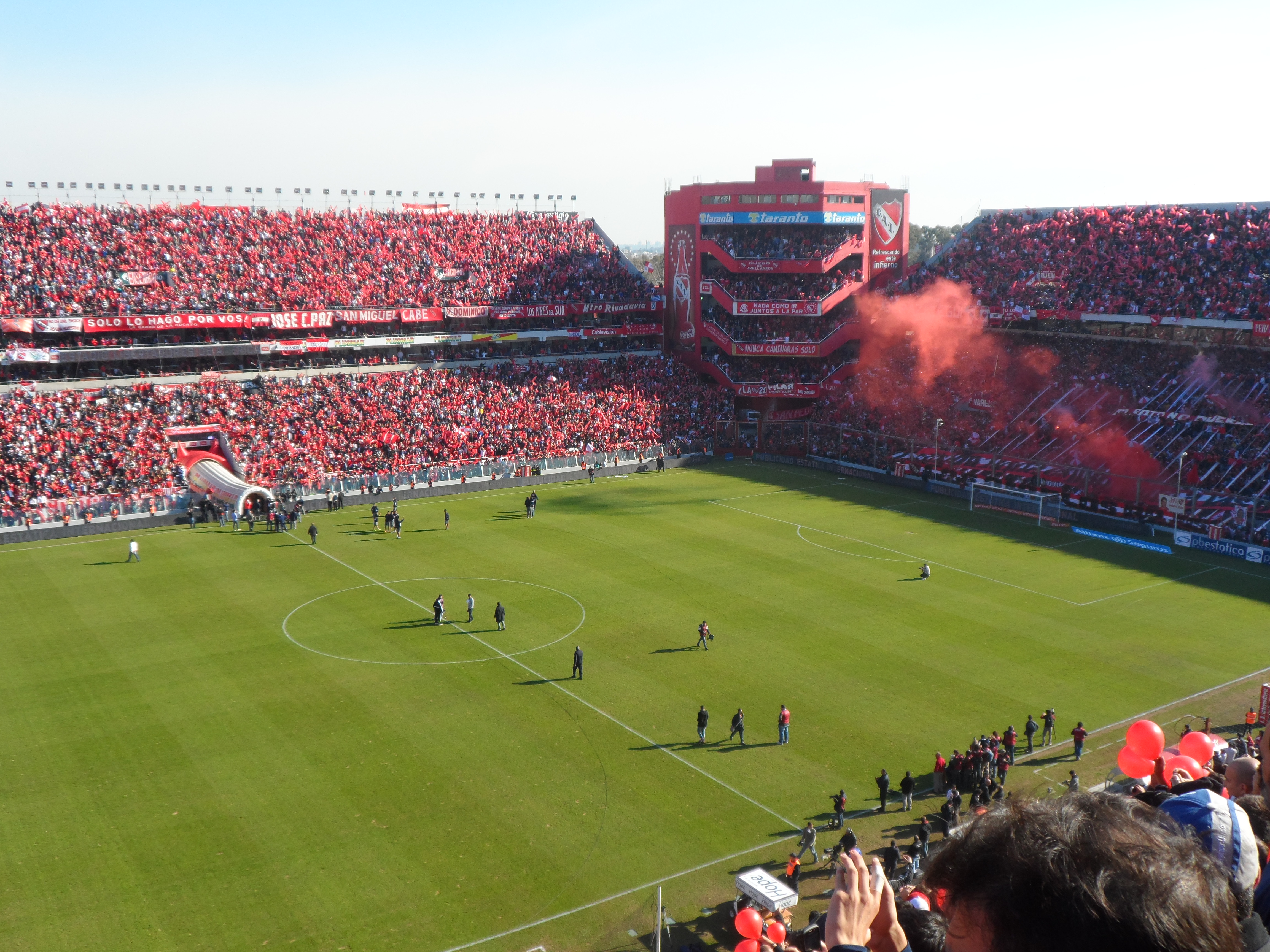
Estádio Libertadores de América.

O Estádio Libertadores de América foi o segundo estádio de concreto da América Latina (o primeiro fora o Estádio das Laranjeiras, no Rio de Janeiro), inaugurado no dia 4 de março de 1928. Antes de sua reconstrução (que começou em 2007 e já foi concluída), também foi conhecido pelo apelido de Doble Visera. Tinha capacidade para  52.823 pessoas, capacidade esta que foi reduzida para 36.000 para atender à exigências de segurança da FIFA, aumentou para 48.000 lugares em efeito da citada reforma, e depois dela 43.187 em 2025. A base seguida para a realização deste estádio foi a do Old Trafford, estádio do Manchester United Football Club, da Inglaterra.

## Elenco atual
Última atualização: 24 de janeiro de 2025.

## Jogadores notáveis
| Argentina - Raimundo Orsi - Ricardo Bochini - Jorge Burruchaga - Vicente de la Mata - Antonio Sastre - Miguel Ángel Santoro - Enzo Trossero - Gabriel Milito - Sergio "Kun" Agüero - Esteban Cambiasso - Pablo Guiñazú - José Omar Pastoriza - Héctor Yazalde - Luis Islas - Claudio Marangoni - Daniel Garnero - Néstor Clausen - Daniel Bertoni - Maximiliano Meza | Sul-americano - Ricardo Pavoni - Diego Forlán - Faryd Mondragón - Albeiro Usuriaga - Arsenio Erico |